# ピーチツリー駅
ピーチツリー駅（英語：Peachtree Station）は、アメリカ合衆国ジョージア州アトランタ ピーチツリー・ストリート1688にある駅。 全米各地を結ぶ旅客鉄道のアムトラックが乗り入れている。

## 概要

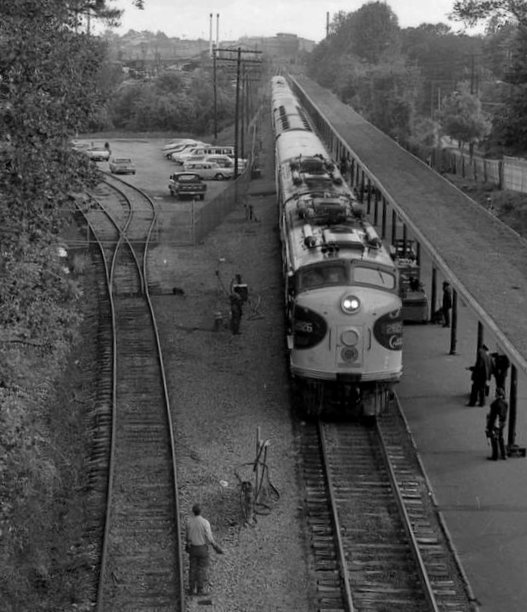
ピーチツリー駅 1974年

現在のレンガ造の駅舎はサザン鉄道により1918年にバックヘッドとミッドタウンの間、街のブルックウッドヒルズセクションに建てられた。1976年に国家歴史登録財に追加されました。かつてアトランタには三代にわたるユニオン駅があった。1853年に建設された初代は1864年に南北戦争で破壊された。1871年に二代目が建設され、1930年に三代目に代替され取り壊された。三代目は1930年にアトランティック・コースト・ライン鉄道、ナッシュビル・チャタヌーガ・アンド・セントルイス鉄道、ルイビル・アンド・ナッシュビル鉄道、ジョージア鉄道の共同駅としてフォーサイス・ストリートとスプリング・ストリートの高架橋の間に建てられた。

## 利用可能な鉄道路線／列車
アムトラックの停車する列車は下記の通り。
ニューヨークとニューオーリンズ間の夜行長距離列車クレセント号…1日1往復停車

## バス
当駅から乗車できるバスは以下の通り。
路線バス：アトランタ・マルタ 110系統